# ポルシェ・550

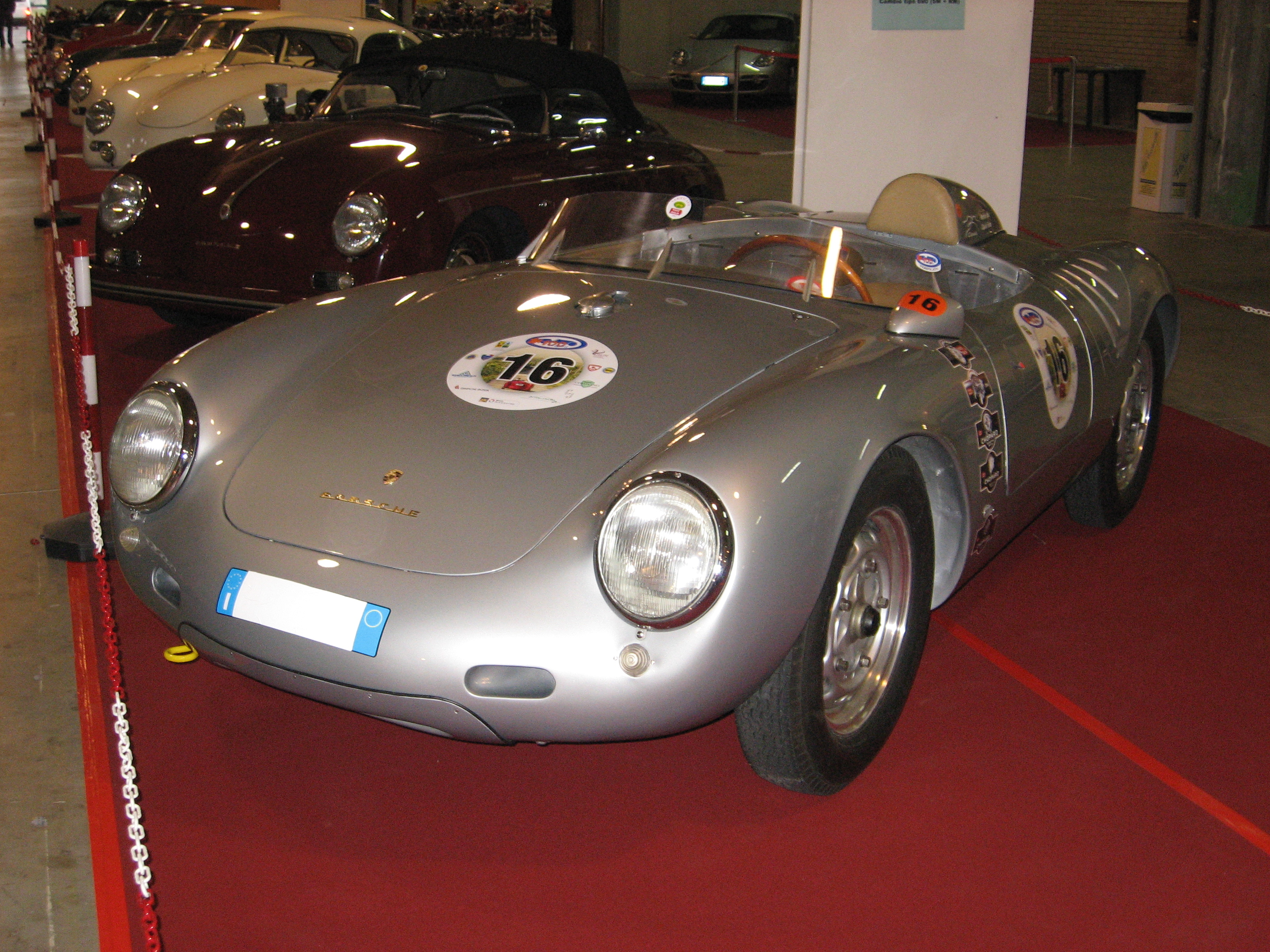
スパイダー

ポルシェ・550（Porsche 550 ）は1954年にデビューしたポルシェのレーシングカーである。

## 550スパイダー

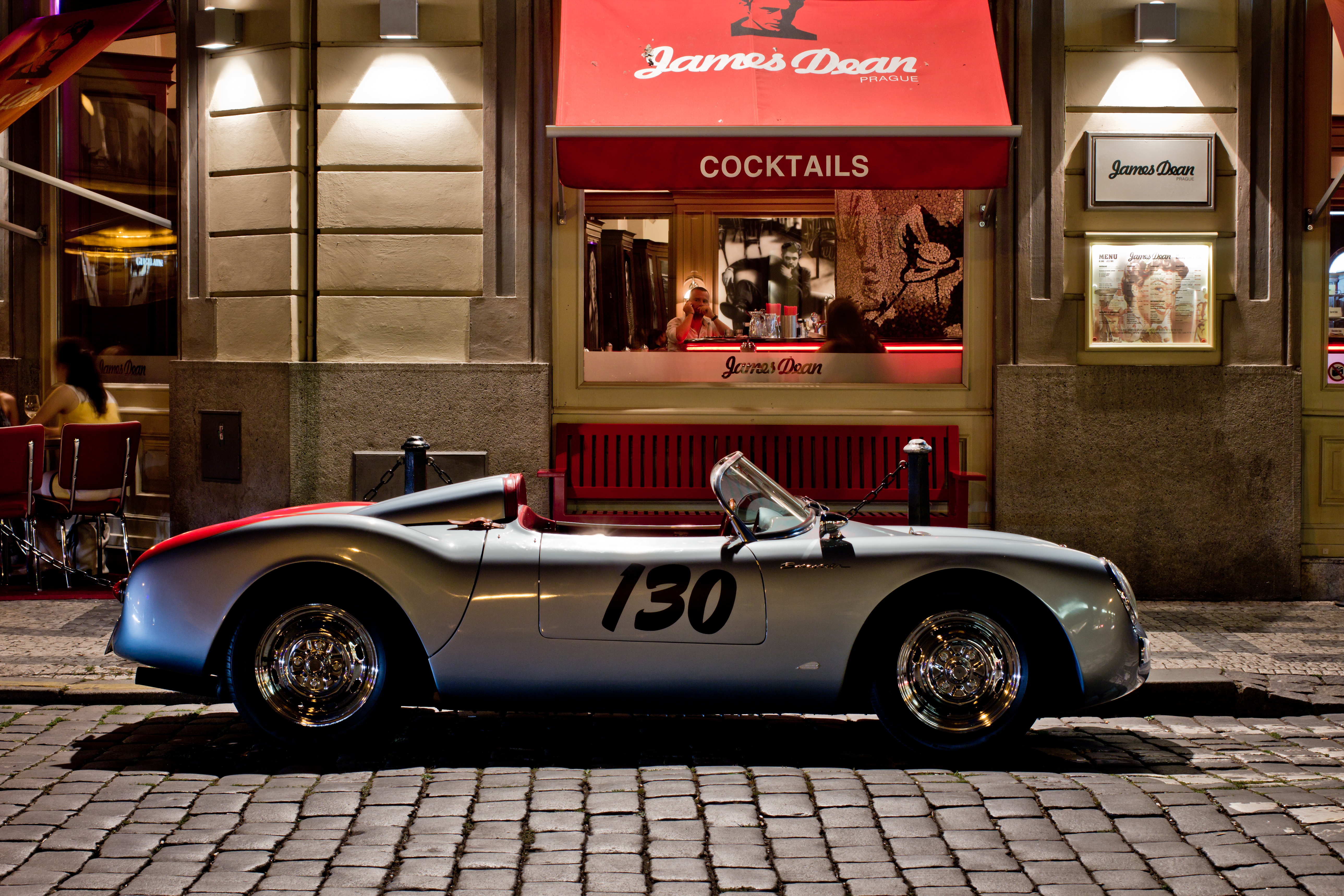
ジェームズ・ディーンが使用していたポルシェ・550スパイダー（レプリカ）

ウォルター・グルックナーが、356の1,086ccOHVエンジンをSOHC90hpにチューンしてボディ軽量化を図ったいわゆる「グルックナー・ポルシェ」で、1950年のドイツ国内チャンピオンになったことに刺激され、2台が製作された。
4カムユニットをミッドシップに配置する ことを前提に設計されていたが、4カムユニットの開発が間に合わず、1500S用1,498ccフラット4/110PS/OHVの547型エンジンを搭載し、1953年のル・マン24時間レース総合15位、クラス優勝した。
太い鋼管で製作されたフレームは単体で60kg、アルミニウム製ボディーを載せ、車重は590kg。サスペンションは前がトレーリングアーム式、後がスイングアクスル式。ブレーキはドラム式。ホイールは16in、タイヤは5.00-16。最高速は220km/h、0-100km/h10秒以内。

## 550/1500RS

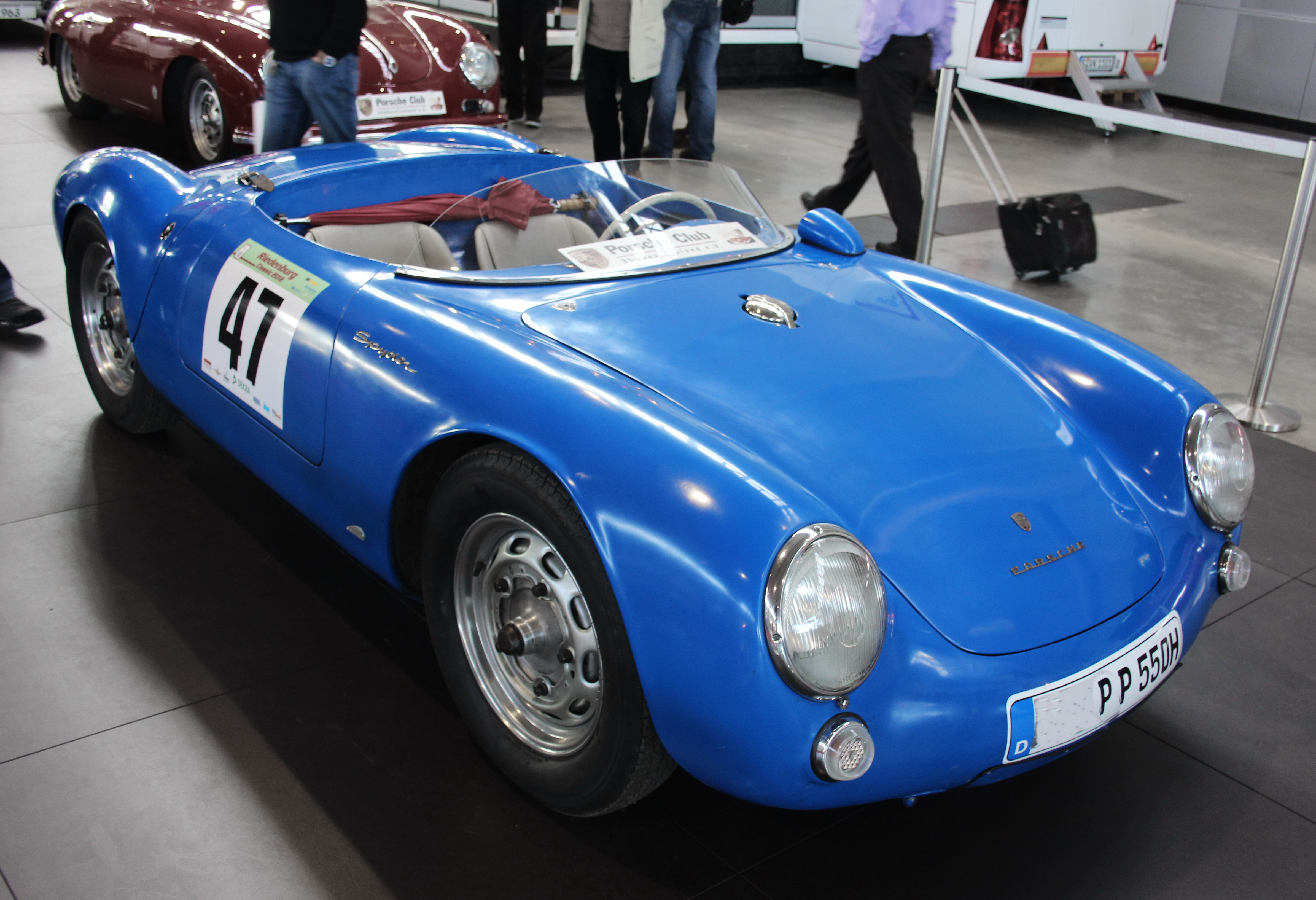
550/1500RS

コーチワークをヴェンドラーが担当して1954年末から市販され、最終的には100台以上が生産された。ボディーは軽量なアルミ製で、車名もその乾燥重量550kgに由来する。シャーシは鋼管梯子フレーム。
1953年半ばからエルンスト・フールマンが高度なチューニングを施し、4カムから135PS/7,200rpm、14.8kgm/5,900rpmを発揮する547/1型エンジンが搭載された。
1954年ミッレミリアにて6位入賞、クラス優勝。ル・マン24時間レースクラス優勝。
1955年のル・マン24時間レース総合4位、クラス優勝。ブエノスアイレス1000kmクラス優勝。ミッレミリアクラス優勝。

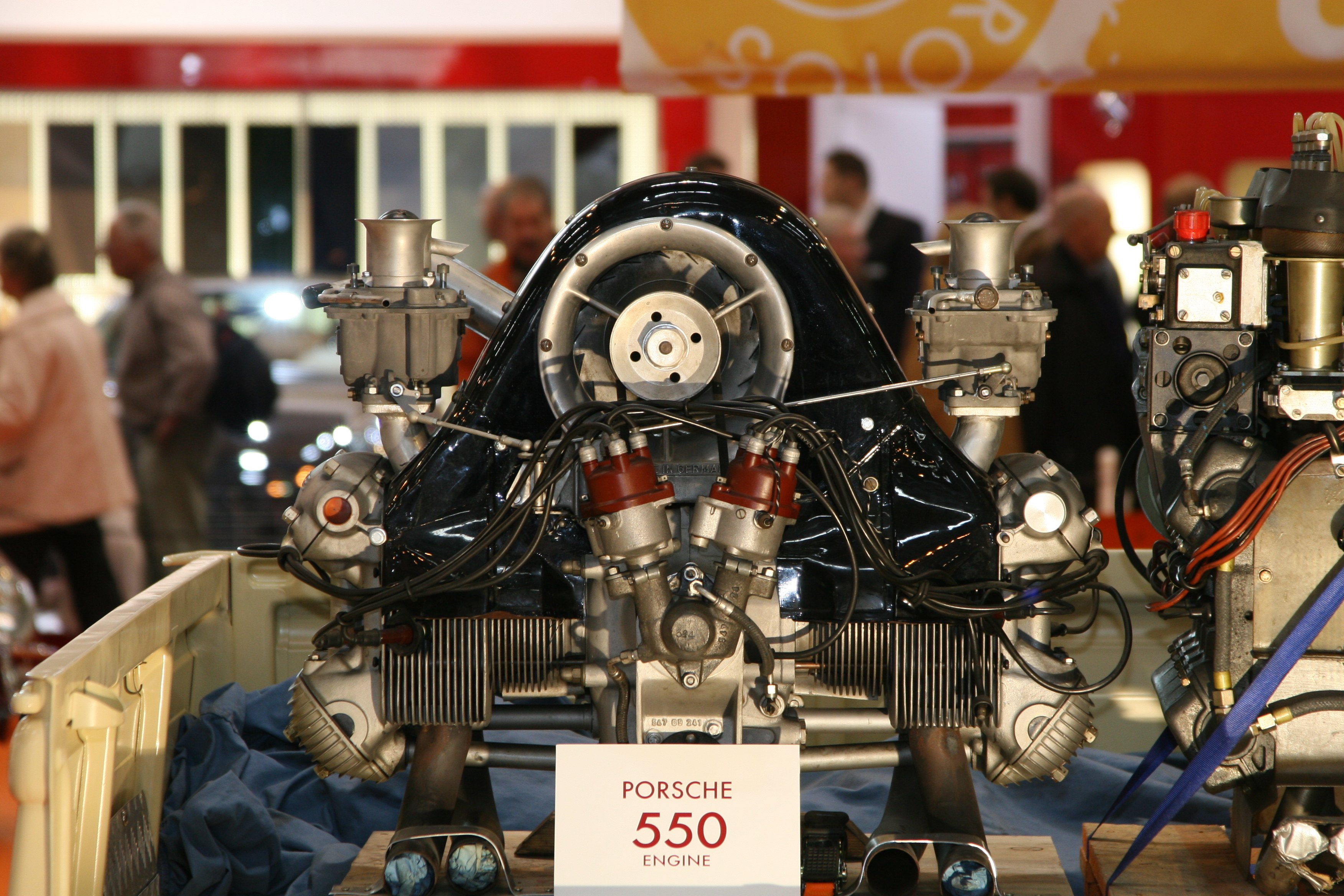
DOHC化されたエンジン

1955年、アメリカ合衆国に輸出された最初の4台のうち1台をジェームズ・ディーンが入手するも、1か月ほどが経過した同年9月30日に事故死を遂げている。

## 550A/1500RS

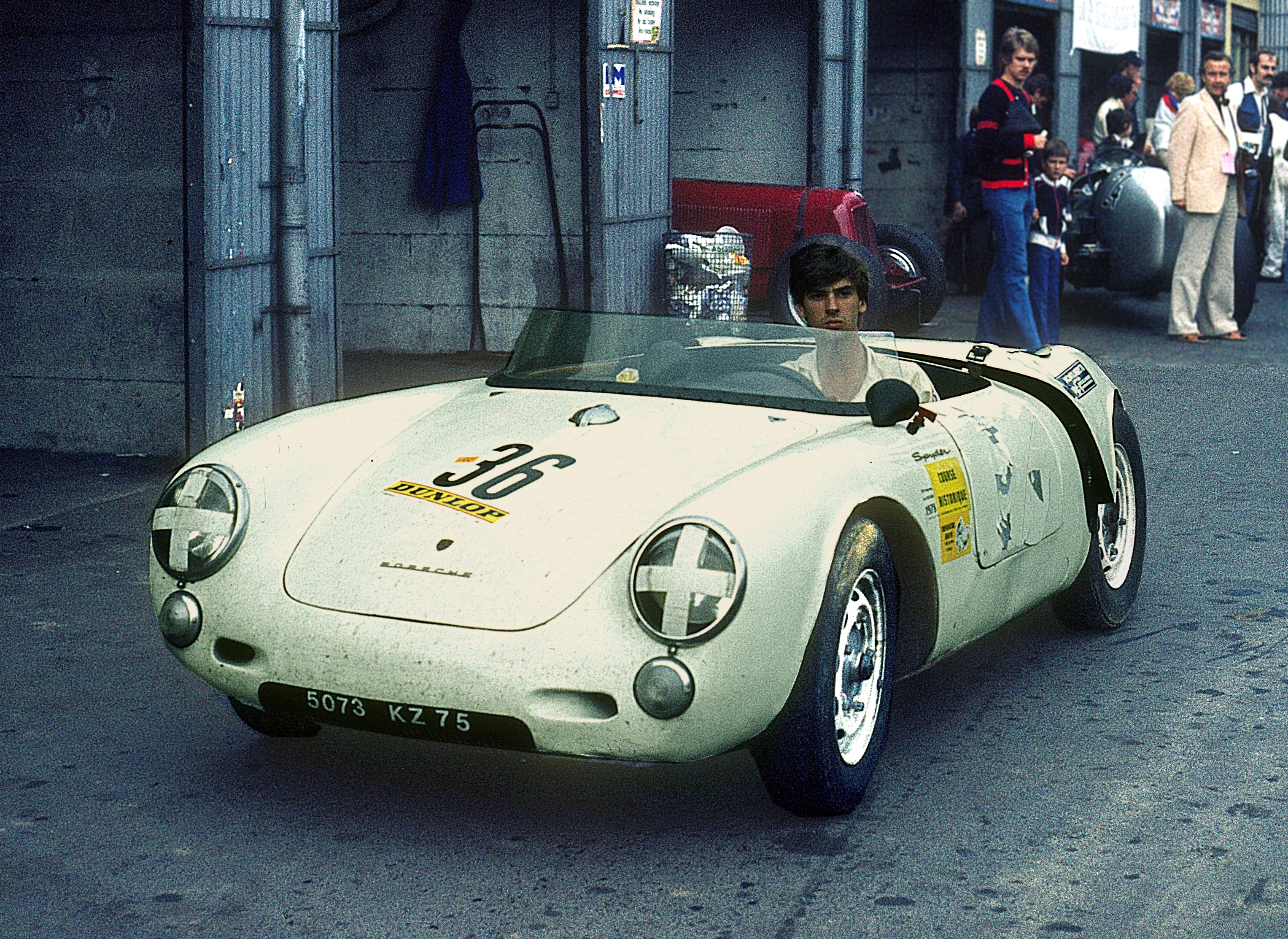
550A/1500 RS

1955年末、スイングアクスルのままながらもピボット位置を低く変更され、フロントスタビライザーが追加されるなど足回りを改良し、細い鋼管フレームを使用するスペースフレームに改良されるなどで軽量化されるとともに135馬力エンジンを搭載した。電装も12Vに変更されている。燃料タンクはノーマルの80Lと耐久レース用の130Lがあった。外観上では運転席後方に渦流防止のカバーが装着されている。生産台数は37台。
1956年、ニュルブルクリンク1000kmに4位入賞。ミッレミリアにはほとんど準備ができないままマシン1台とメカニック2人のみを送り込み、ウンベルト・マリオーリがドライブし総合優勝を果たした。ハードトップを備えたボディでル・マン24時間レースでは総合5位、クラス優勝。